# Río Quindío
El Río Quindío es el principal río del departamento de Quindío, Colombia. Se combina con el Río Barragán en el Valle de Maravelez para formar el Río La Vieja, a su vez afluente del Río Cauca.
El río tiene una extensión de 69 kilómetros de largo. Se forma en las montañas al este de Salento y fluye en dirección suroeste, pasando por el municipio de Salento y formando el límite oriental de la ciudad de Armenia y occidental de Calarcá. Sus principales afluentes son el río Santo Domingo y el río Navarco (estos a su vez tienen los afluentes de Rio Verde y Boquerón, respectivamente). El total de la cuenca incluyendo estos afluentes es de 691 kilómetros cuadrados. El caudal medio en la boca es de 29 metros cúbicos por segundo.
El río es la fuente de agua potable para la mayoría de los habitantes del departamento. El aumento continuo de la demanda está poniendo una presión significativa sobre este recurso. Además, existen problemas de contaminación debido a la insuficiencia de tratamiento de aguas residuales instalaciones en los municipios a lo largo del río.